# LG V10
LG V10是LG電子製造的一款 Android 智能手機，屬於LG V 系列。該設備於 2015 年 9 月發布並於 2015 年 10 月發布，與早期的LG G4有許多相似之處。它的主要功能是在主顯示屏上方可定制的第二個顯示屏，除其他用途外，它還可以在不喚醒主顯示屏的情況下顯示通知和音樂控件。2016 年，其繼任者LG V20發布。
1. ↑  . www.gsmarena.com.   [2024-07-13]. （原始内容存档于2020-11-05）.
2. ↑  . LG.   [2024-07-13]. （原始内容存档于2024-11-09） （英语）.